# 리듬닥터
리듬닥터(Rhythm Doctor)는 7th Beat Games(세븐스 비트 게임즈)에서 개발하고, 7th Beat Games(세븐스 비트 게임즈)와 indienova(인디노바)에서 배급하는 리듬, 인디 게임이다. 싱글 플레이와 2인 플레이를 지원한다. 2021년 2월 26일에 Early Access(얼리 액세스)로 출시하였으며, 정식판은 아직 출시되지 않았다. 부산 인디 커넥트 페스티벌(BIG)과 G-Star에 출품되었고 공식 한글화 지원이 가능하다. 한국어 이외에도 영어, 중국어(간체, 번체), 스페인어(중남미), 포르투칼어(브라질)를 지원한다.  현재 Steam에서 구매할 수 있다.
플래시 게임 사이트를 통해 데모 버전을 체험할 수 있었는데, 어도비 플래시 지원 종료와 함께 사이트를 통해 체험하는 것을 불가능하다. 단, 사이트 아래쪽 다운로드 배너를 누르면 파일을 다운 받을 수 있고, 파일을 통해 데모 버전을 플레이 할 수 있다. https://fizzd.itch.io/rhythm-doctor

## 게임 설명
《리듬 닥터》는 환자의 심장 박동에 맞춰 제세동하여 환자들을 치료하는 리듬 게임이다. 일곱 번째 박자에 맞추어 스페이스 바를 누른다면 환자들은 괜찮아질 것이다. 하지만 환자들은 복잡한 음악 이론에 맞춘 각각의 특별한 증상들이 있다. 폴리리듬, 헤미올라, 불규칙한 박자... 이런 단어들이 익숙지 않더라도 걱정하지 않아도 된다. 리듬 닥터에서는 여러분 스스로가 알아채지도 못하게끔 음악 이론들을 배울 수 있기 때문이다.
- 특별한 이야기를 담아 손수 만든 20개 이상의 레벨들
- 레벨마다 소개되는 각기 다른 음악 이론들
- 다양한 환자와 의사들이 말하는 서사적인 이야기
- 혼자서 즐기는 싱글플레이 및 친구들과 같이 즐기는 로컬 멀티플레이! 캠페인 전부를 멀티플레이로도 즐길 수 있다!
- 직접 레벨을 만들어 커뮤니티에 공유하고 플레이할 수 있는 레벨 에디터! 나만의 음악을 넣고, 박자에 맞추어 노트들을 배치한 뒤 50개 이상의 시각효과 및 배경으로 내가 만든 레벨을 화려하게 꾸밀 수 있다.
- 난이도에 만족하지 못한 이들을 위한 "야간 근무" 도전

(참고: 2인 모드(2P) 기능은 로컬 플레이로만 즐길 수 있다. Remote Play를 이용하여 2인 모드를 온라인으로 즐길 수도 있으나 지연 시간으로 인하여 제대로 작동하지 않을 수도 있다.)
리듬 닥터를 플레이하며 번쩍이는 빛이나 과도한 색상에 노출될 수 있다. 발작 또는 광과민성 관련 증상이 있을 경우 주의가 필요하다.
1. ↑  “Rhythm Doctor on Steam” (영어). 2021년 5월 14일에 확인함.

《리듬 닥터》는 기본적으로 스페이스 바를 세게 내리쳐서 플레이하는 게임이다. 처음 시작할 때 스페이스 바를 누르는 소리와 곡의 박자가 서로 맞도록 조정하는데, 만약 스페이스 바를 세게 누를 수 없는 상황이라면 박자에 맞춰 가볍게 두드려도 된다.(세게 누르는 것과 두드리는 것 중에 선택할 수 있다.) 또, 이 게임은 시각적 연출이 있기 때문에 보정-시각 오프셋으로 화면과 소리를 보정할 수 있으며, 보정-입력 오프셋으로 스페이스 바 입력 지연을 보정할 수 있다.
각 스테이지에서 필요한 박자는 레벨 시작 전에 설명한다.
- 일곱 박자 : 일곱 번째 박자에서 스페이스 바를 누른다. 대표적으로 <1-1 Samurai Techno>가 있다.
- 박동 건너뛰기 : 위와 같은 일곱 박자이지만 줄에 빨간색 X가 있다면, 그 부분에서는 소리가 나지 않는다. 대표적으로 <1-2 Intimate>가 있다.
- 두 박자 : 음성을 통해 "Rea" , "Dy", "Get", "Set", "Go" 총 다섯 음절로 타이밍을 불러준다. "Get"과 "Set"으로 간격을 파악하고 "Go"부터 리듬에 따라 스페이스 바를 누른다. 대표적으로 <2-1 Lo-fi Hip-Hop Beats To Treat Patients To>가 있다.
- 엇박 : 일곱 박자의 변형 리듬이다. 대표적으로 <1-CNY 음력 새해>가 있다.
- 발작 : 빨라지는 신호에 따라 박자가 2배 빨라지고, 느려지는 신호에 따라 박자가 절반으로 줄어든다. 대표적으로 <2-2 Supraventricular Tachycardia>가 있다.
- 스윙 박자 : 두 박자의 변형 리듬으로 "Get"과 "Set"으로 간격을 파악하고 "Go"부터 리듬에 따라 스페이스 바를 누른다. 정상 박자와 스윙 박자가 번갈아가며 나온다. 대표적으로 <2-3 Puff Piece>가 있다.
- 짧은 홀드 박자 : 일곱 번째 박자에 맞춰 꾹 눌렀다 뗀다. 대표적으로 <4-1 Training Doctor's Train Ride Performance>가 있다.
- 긴 홀드 박자 :  스페이스 바를 타이밍에 맞게 꾸욱 누르고, 뒤에 나오는 박자로 타이밍에 맞춰 손을 뗀다. 대표적으로 <4-2 Invisible>가 있다.

## 미들시 병원 소속
- 주인공(플레이어) : 미들시 병원 인턴, 리듬 닥터 시스템을 이용하여 환자를 원격으로 치료한다.
- 이안 : 미들시 병원 의사, 리듬 닥터 치료 시스템 개발자
- 에이다 페이지 : 미들시 병원 의사, 리듬 닥터 프로그램과 리듬 법칙에 대해 설명한다.
- 간호사 : 미들시 병원 간호사, 중국인으로 일곱 박자와 두 박자의 신호를 알려주는 음성으로 나온다. 이전에 뮤지션이었다.
- 에드가 : 미들시 병원 과장, 리듬 닥터 치료법이 잘 작동하는 것을 보고 인원 모집을 취소하는 인물이다.
- 청소부 : 복도에 서있으며, 레벨을 클리어하고 관련 대화를 나눌 수 있다.

## 제1장
- 농부(Farmer) : 튜토리얼 담당

정확한 판정 - 신난 듯 몸을 흔든다.
빠르게 판정 - 눈물을 흘린다.
느리게 판정 - 좀비처럼 변하여 화낸다.
- 사무라이(Samurai) : 게임에 전반적으로 등장하지만 따로 스토리는 없다.

정확한 판정 - 검을 뽑으며 웃는 표정을 짓는다.
빠르게 판정 - 한숨을 쉰다.
느리게 판정 - 유령을 보고 겁에 질린다.
- 로건(Logan) : 헤일리를 좋아하는 소년으로, 우유부단한 성격이다.

정확한 판정 - 눈이 빨간 하트가 된다.
빠르게 판정 - 눈물을 흘린다.
느리게 판정 - 녹색 식물에 잡아먹힌다.
- 헤일리(Hailey) : 로건을 좋아하는 소녀로, 처음으로 등장하는 것은 1장이나 비중은 4장에서 가장 많다.

정확한 판정 - 검을 뽑으며 웃는 표정을 짓는다.
빠르게 판정 - 한숨을 쉰다.
느리게 판정 - 유령을 보고 겁에 질린다.
- 사무라이 보스(Insomniac) : 1장과 4장의 보스, 만성 피로에 시달리는 중이다. Wi-Fi 신호 방해 바이러스인 커넥티피아 어보터스로 인해 연결을 방해받는다. 목이 360도 회전하며 눈에서 붉은 빛이 나온다.

정확한 판정 - 바닥에서 검을 뽑는다.
빠르게 판정 - 검이 부러진다.
느리게 판정 - 바닥으로 빨려들어간다.

## 제2장
- 콜 브루(Cole Brew) : 콜드 브루에서 유래된 이름으로, 젊은 음악가이다. 표절로 인한 슬럼프로 카페인 중독이다.

정확한 판정 - 라디오와 함께 박자를 탄다.
빠르게 판정 - 빨간색 후드를 쓰고 침울한 표정을 짓는다.
느리게 판정 - 전기에 감전된다.
- 니콜 팅(Nicole Ting) : 니코틴에서 유래된 이름으로, 미들시 병원 카페에서 일하는 바리스타이다. 피로로 인한 흡연 중독이다.

정확한 판정 - 춤을 춘다.
빠르게 판정 - 행동을 주춤거린다.
느리게 판정 - 커피를 떨어뜨린다.

## 제3장
- 왕관앵무: 스티븐슨 여사가 데려온 새들 중 하나로, 왕관앵무를 포함한 4종류의 새가 등장한다.
- 정치가 : 보건부 장관으로 이름은 리처드 휴(Richard Hugh)이다. 리듬 닥터 계획에 서명했으나 치료에 불만을 가지는 인물이다.

판정에 따른 표정이나 행동 변화는 없다.
단, 정확한 판정이 아닌 경우 정치가에게 물병이 날아온다.
- 스티븐슨 씨(Mr. Stevenson) : 제 3장에 등장하는 노부부 중 할아버지로, 계단 낙상으로 다리가 골절되었다.

정확한 판정 - 춤을 춘다.
빠르게 판정 - 다리에서 피가 난다.
- 스티븐슨 여사(Mrs. Stevenson) : 제 3장에 등장하는 노부부 중 할머니로, 할아버지와 같은 계단에서 넘어졌다.

정확한 판정 - 침대에서 일어나 스트레칭을 한다.
빠르게 판정 - 침대에 앉아 한숨을 쉰다.

## 제4장
- 광부(Miner) : 기차에 탑승하고 있는 승객이다. 항상 안전모와 곡괭이를 챙기며, 육체적인 노동으로 인한 피로로 새로운 비트를 가지고 있다.

정확한 판정 - 금화를 뿌린다.
빠르게 판정 - 낙석에 깔린다.
느리게 판정 - 낙석에 깔린다.
《리듬 닥터》는 일자형 구성으로, 스테이지가 끝나면 A, B, C, F로 랭크가 나뉜다. 다음 스테이지를 열기 위해서는 C랭크 이상으로 점수를 받아야 한다. 일반 레벨, 인터미션 레벨, 보스 레벨, 보너스 레벨이 있는데, A랭크 이상을 받은 스테이지는 야간 근무 모드를 플레이 할 수 있다. 일반 레벨과 보너스 레벨은 랭크가 나뉘고, 보스 레벨은 실패, 성공, 퍼펙트로 나뉜다. 인터미션 레벨은 따로 노트를 연주할 필요 없이 자유롭게 등장 인물의 스토리를 보면 된다.

## 미들시 병원 본관(스테이지1)
1-1 Samurai Techno
- 일반 레벨
- 사무라이 환자
- 심장 박동이 불규칙함. 일곱 박자 리듬 수칙에 따라 증상을 관리 할 것.

1-2 Intimate
- 일반 레벨
- 로건 환자
- 환자가 갑작스러운 심장 압박감을 호소함. 가슴에 무언가를 품고 있는 것이 분명함.

1-X Battleworn Insomniac
- 보스 레벨
- 사무라이 보스 환자
- 검사 환자는 7년 동안 만성 피로에 시달리는 중. 효과적인 의약품 없음. 리듬 제세동 요망.

1-CNY 음력 새해
- 보너스 레벨
- 헤일리 환자
- 구정 스페셜! 로건과 헤일리가 신이 나 보임.

## 미들시 병원 심실상빈맥 병동(스테이지2)
2-1 Lo-fi Hip-Hop Beats To Treat Patients To (작곡 : Picto)
- 일반 레벨
- 콜 브루 환자
- 환자는 젊은 음악가로 심실 빈맥을 겪는 중임. 심실 빈맥 리듬 처치를 할 것.

2-2 Supraventricular Tachycardia
- 일반 레벨
- 콜 브루 환자
- 환자의 고카페인 식습관이 심실 빈맥 증상을 악화시킴. 주의 깊게 계속 관찰할 것.

2-3 Puff Piece
- 일반 레벨
- 니콜 팅 환자
- 병원 카페의 바리스타가 심실 빈맥 증상을 보이고 있음. 우울감과 연관된 것으로 보임. 손님이 붐비는 시간에 맞추어 치료할 것.

2-4 Song of the Sea (작곡 : Jjdf)
- 인터미션 레벨
- 니콜 팅 환자
- 근무 시간에 카페에 자유로운 이용이 가능함. 편히 쉬며 사측 바리스타와 시간을 보낼 것.

2-X All The Times (보컬 : Foxi, Dianna)
- 보스 레벨
- 콜 브루와 니콜 팅 환자
- 음악가와 바리스타가 고조된 심실 빈맥 증상을 보이고 있음. 무슨 일이 있어도 두 박자 처치를 꾸준히 반복할 것.
- 화면 설정이 창 모드로 변경된다. (강제 창 모드를 해제할 수 있다.)

2-B1 Samurai Beans Jumping
- 보너스 레벨
- 사무라이 환자
- 사무라이가 당장 헌 쳇바퀴에 타고파.

## 미들시 병원 본관(스테이지3)
3-1 Sleepy Garden (작곡 : Aethoro)
- 일반 레벨
- 왕관앵무/로건/헤일리 환자
- 복도에서 새를 봤어. 다른 환자가 쫓아다니고 있으니까 주의 깊게 봐줘.

3-2 Classy
- 일반 레벨
- 정치가/로건/사무라이 환자
- 미안, 양식에 아무것도 적지 않고 병원 안으로 제쳐 들어오지 뭐야. 많이 급한 것 같아. 한 번 보자고.

3-3 Distant Duet
- 일반 레벨
- 스티븐슨 여사 환자
- 노령 환자의 심박이 일정치 않음. 주의해서 치료할 것. 또한 질문을 해오면 답변을 해줄 것.

3-X One Shift More (보컬 : Hameer Zawawi, Kai Zawawi)
- 보스 레벨
- 에이다 페이지와 스티븐슨 환자
- 환자가 계단에서 낙상함. 대퇴부 골절이 의심됨. 리듬 제세동 시 스윙 현상에 주의할 것.

## 열차(스테이지4)
4-1 Training Doctor's Train Ride Performance
- 일반 레벨
- 광부 환자
- 기차에 탑승한 행인이 심각한 가슴 통증을 보임. 새로운 리듬 제세동 방법이 요구됨.

4-2 Invisible (작곡 : bl00dwave)
- 일반 레벨
- 헤일리/광부/정치가/사무라이 환자
- 헤일리와 광부의 증세가 갑작스럽게 재발함. 가시성이 떨어짐. 최선을 다하여 치료할 것.

4-3 Steinway
- 일반 레벨
- 이안
- 미들시 병원에서 보고. 특이한 증상을 지닌 몇몇 환자에게 즉각 치료가 요구됨.

4-4 Know You (작곡 : Andrew Huang)
- 일반 레벨
- 콜 브루 환자
- 콜과 헤일리가 계속되는 증상을 경험 중. 둘 모두 병실에서 부재 중.

1-XN Super Battleworn Insomniac
- 보스 레벨
- 사무라이 보스 환자
- 환자의 증상이 재발함. 처치는 동일함 : 일곱 번째 박자에 리듬 제세동할 것.

## 야간 근무(스테이지1)
1-1N Samurai Dubstep
- 사무라이 환자
- 환자의 가슴 통증이 재발함. 다채로운 색상의 환각, 그리고 베이스 드롭 환청이 나타난다고 보고함.

1-2N Intimate (야간)
- 로건과 헤일리 환자
- 두 미성년 환자가 불안성 가슴 경색 증상을 보임. 둘을 동시에 치료하면 더욱 효과적일 것으로 보임(동시 진료).

## 야간 근무(스테이지2)
2-1N Wish I Could Care Less (보컬 및 믹스 Yeo, 작사 : Leong Wai Lin)
- 콜 브루 환자
- 환자의 좌절감이 심실 빈맥 증상을 악화시키는 것으로 보임. 두 박자 SVT 리듬 처치로 고조된 박동을 진정시킬 것.

2-2N Unreachable (작곡 : AceMan)
- 사무라이와 콜 브루 환자
- 환자는 장기 입원 중임. 현재 우울함을 호소하고 있으며, 음악가가 기운을 복 돋아주고 있음. 둘의 심장 박동을 예의 주시할 것.

2-3N Bomb-Sniffing Pomeranian (작곡 : stinkbug & coda)
- 니콜 팅과 콜 브루 환자
- 음악가와 바리스타의 검진이 있으나 바쁜 것으로 보임. 카페에서 만나 진료할 것.

2-4N Song of the Sea (야간)
- 인터미션 레벨
- 니콜 팅 환자
- 근무 중인 스탭 모두가 자유롭게 방문 할 수 있음. 모든 종류의 사람들이 오는 곳.

## 야간 근무(스테이지3)
3-1N Lounge
- 부엉이/헤일리/로건 환자
- 새가 또 들어왔네. 이번에도 똑같은 환자가 새를 쫓아가고 있어.

3-2N Classy (야간)
- 정치가/헤일리/로건/사무라이 환자
- 많은 환자들을 동시에 처치해야 하는 것으로 보임. 환자 각자마다 증상이 다르기에 다중작업 능력이 요구됨.

3-3N Distant Duet (야간)
- 스티븐슨 여사 환자
- 노령 환자의 심박이 일정치 않음. 주의해서 치료할 것. 또한 질문을 해오면 답변을 해줄 것.

## 야간 근무(스테이지4)
4-1N Rollerdisco Rumble (작곡 : Vince Kaichan)
- 광부와 콜 브루 환자
- 누군가 열차에서 음악을 재생한 것으로 보임. 광부가 듣는 음악에 따라 새로운 제세동 방법을 이용할 것.

4-2N Invisible (야간) (작곡 : bl00dwave)
- 헤일리/광부/정치가/왕관앵무 환자
- 헤일리와 광부의 증세가 갑작스럽게 재발함. 가시성이 떨어짐. 최선을 다하여 치료할 것.

4-3N Steinway Reprise
- 이안
- 스티븐슨 여사에게 새를 돌보겠다고 약속했어. 잠깐 좀 보러 가야할 것 같아.

## 예술 병동(히든 스테이지)
X-0 Helping Hands
- 일반 레벨
- 에이다 페이지 환자
- 여기 모인 환자들에게 검진이 필요해.

X-1 Art Exercise
- 보너스 레벨
- 루시아 문 환자
- 환자가 많이 불편해 하는 것으로 보임. 환자가 많이 불편해 하는 것으로 보임. 스케치북을 든 채 구석에 앉아있음.

## Easter Egg(이스터에그)
Rhythm Dogtor
개와 고양이 환자
3-X 스테이지에서 특별한 코드를 입력해 진행
개발진(7th Beat Games) 유튜브, Fizzd(메인 개발자, 작곡가)의 사운드 클라우드 등에 공개되어 있다.
- All The Times (Demo Version)
- All The Times (Demo Version - Chinese)
- All The Times (Full Version)
- All The Times (Mandarin Version ft Jyi Sim)

- Wish I Could Care Less (ft. Yeo)

- Helping Hands (ft. David Fu)

- Puff Piece

- Supraventricular Tachycardia

- Steinway

- Lounge

- Classy

- Samurai Dubstep

- Samurai TechnoOne

- Battleworn Insomniac

- Intimate

- One Shift More

## 수상(후보) 경력
- 인디펜던트 게임 페스티벌 2014 - 학생 쇼케이스 선정작 (Independent Games Festival 2014 - Student Showcase Selection)
- 인디 프라이즈 쇼케이스 보관됨 2021-05-17 - 웨이백 머신 2017 - 최고의 게임 오디오 (Indie Prize Showcasw 2017 - Best Game Audio Winner)
- 부산 인디 커넥트 페스티벌 2017 - 최우수 오디오 (BICFEST 2017 - Excellence In Audio Winner)
- 레벨업 케이엘 보관됨 2021-05-17 - 웨이백 머신 2017 - 최우수 오디오 (LevelUP KL 2017 - Best Audio Winner)
- 인티케이드 페스티벌 2017 - 공식 후보 (Indiecade Festival 2017 - Offical Nominee)
- 위플레이 2017 - 최우수 해외 게임 후보 (Weplay 2017 - Best Overseas Game Nominee)
- 데이 오브 더 데브스 2017 - 공식 선정 (Day of The Devs 2017 - Offical Selection)
- 브라질 독립 게임 페스티벌 보관됨 2021-05-07 - 웨이백 머신 2018 - 최우수 사운드 (BIG Festival 2018 - Best Sound Winner)